# تراموا هاله (زاله)
تراموا هاله (آلمانی: Straßenbahnnetz Halle (Saale)) سیستم تراموا در شهر هاله، آلمان است.
این تراموا که در سال ۱۸۸۲ تأسیس شده دارای ۱۵ خط و ۸۷٫۶ کیلومتر طول می‌باشد.

## نگارخانه

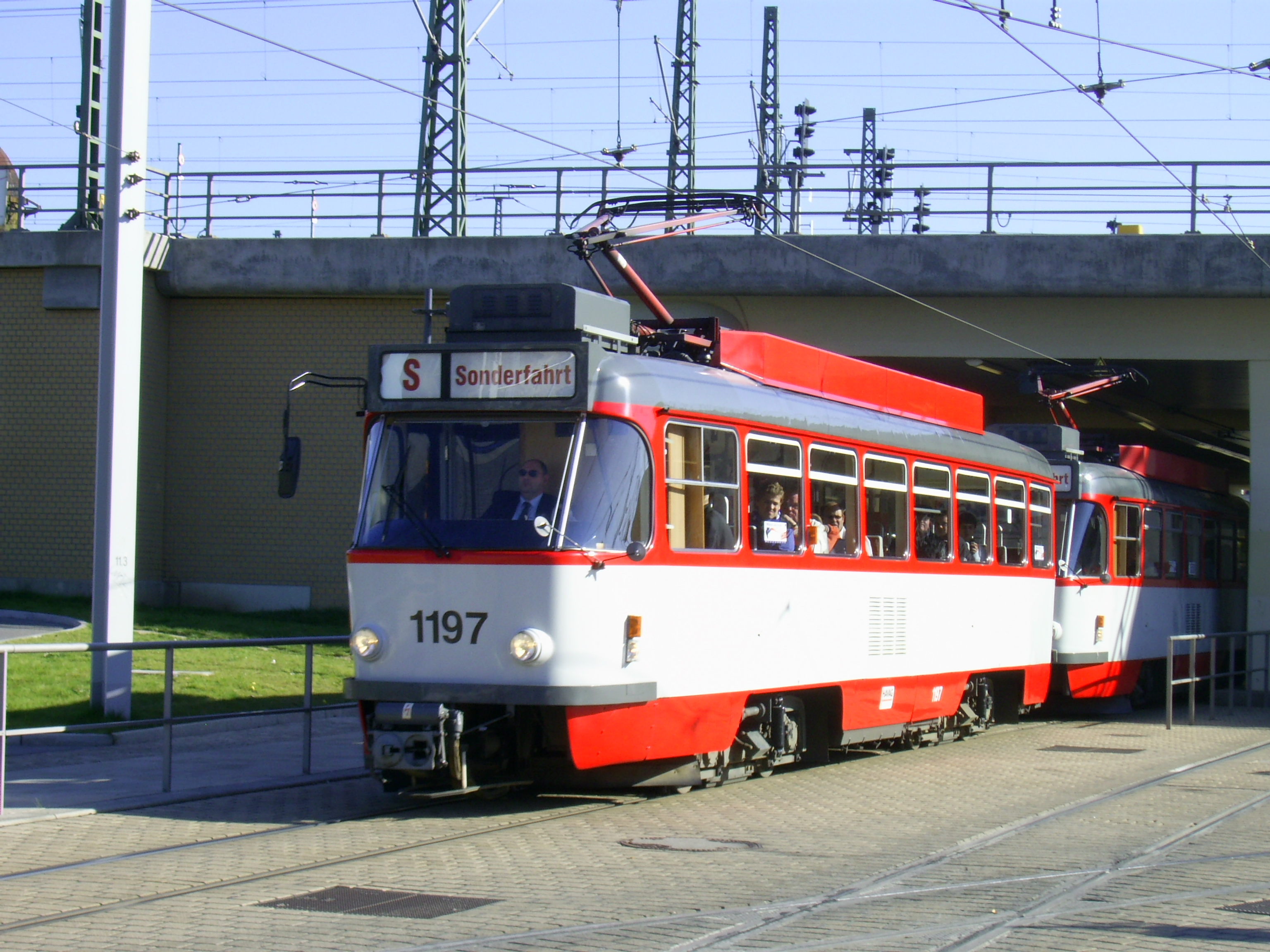
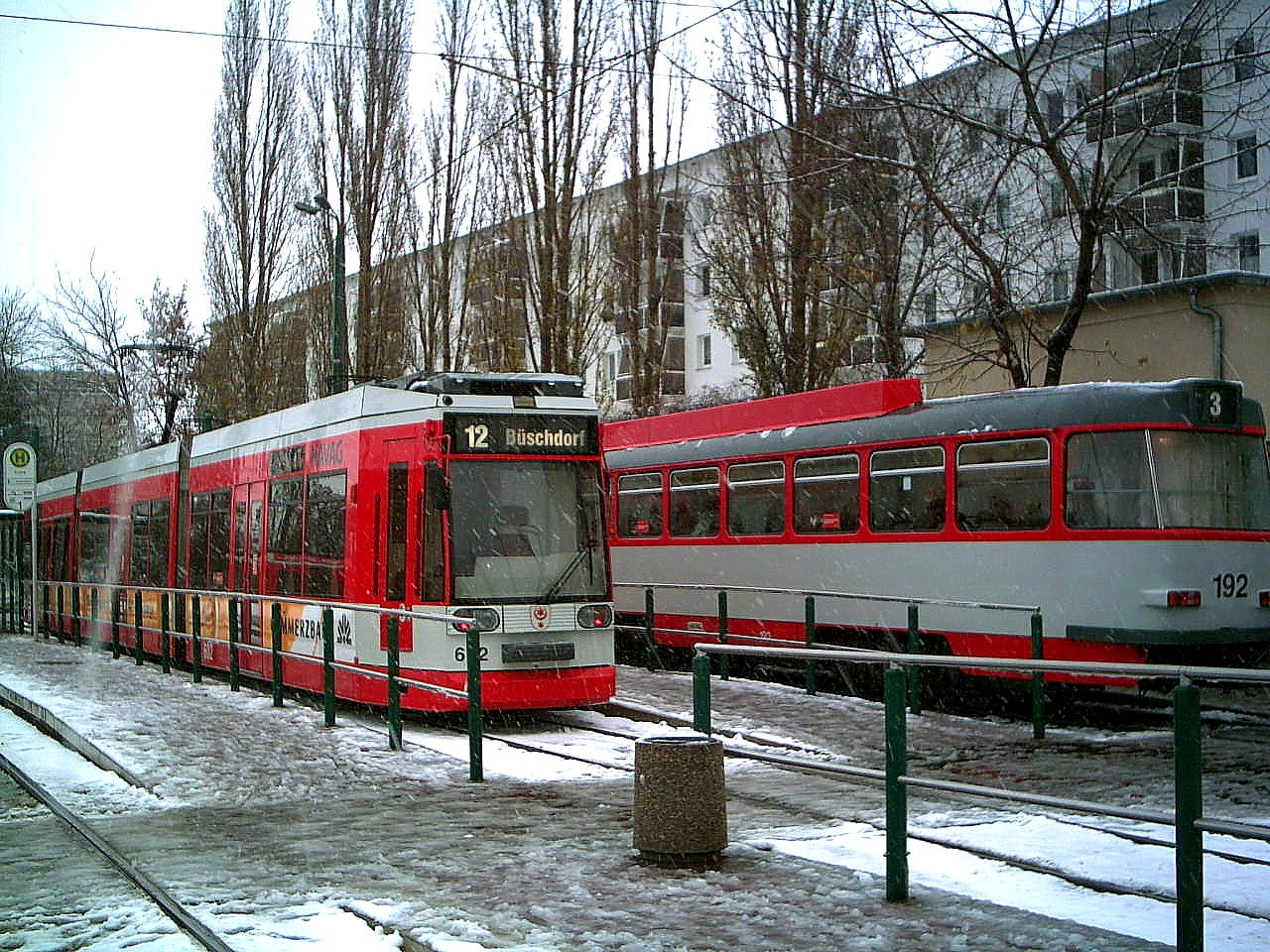
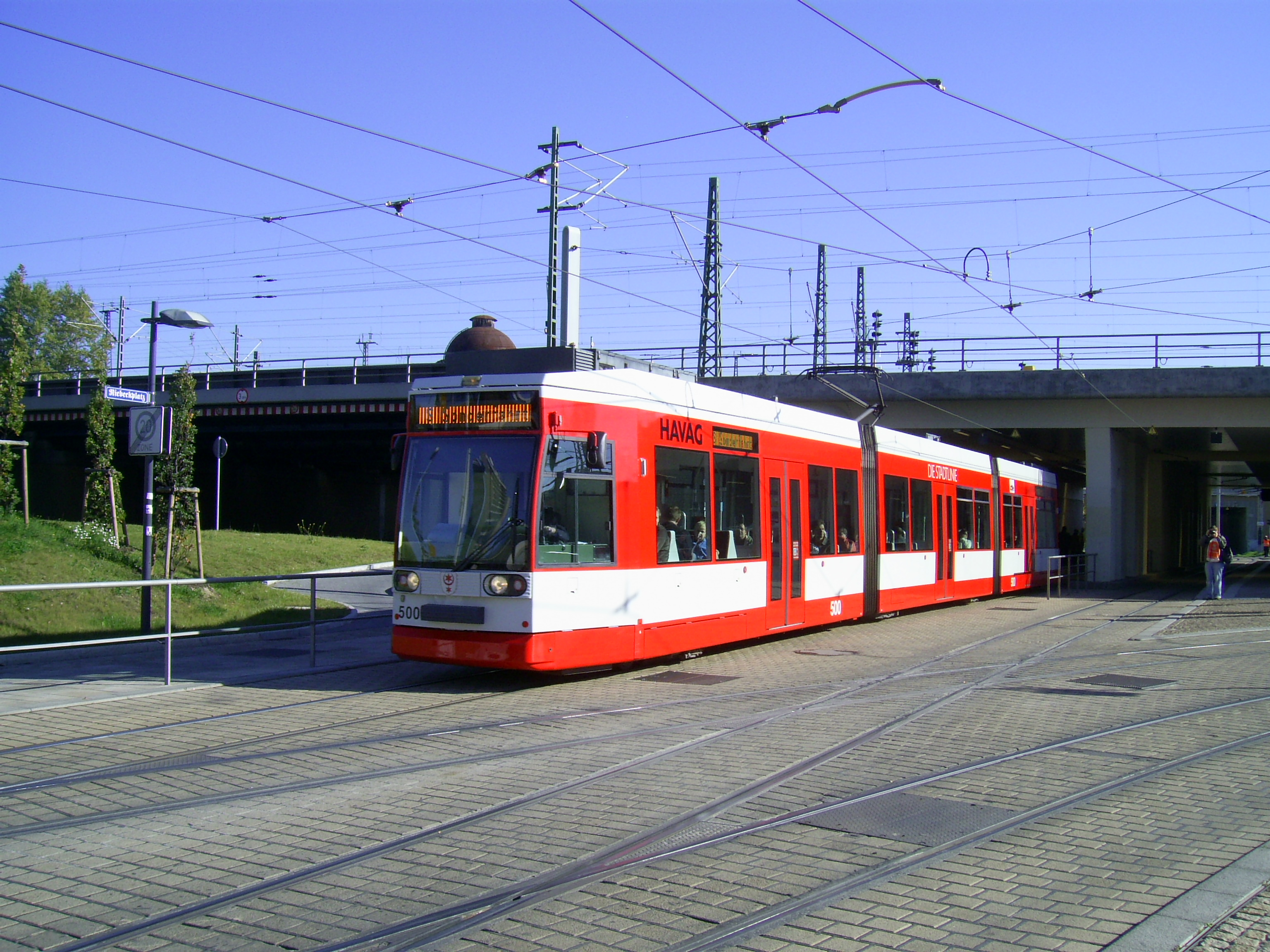
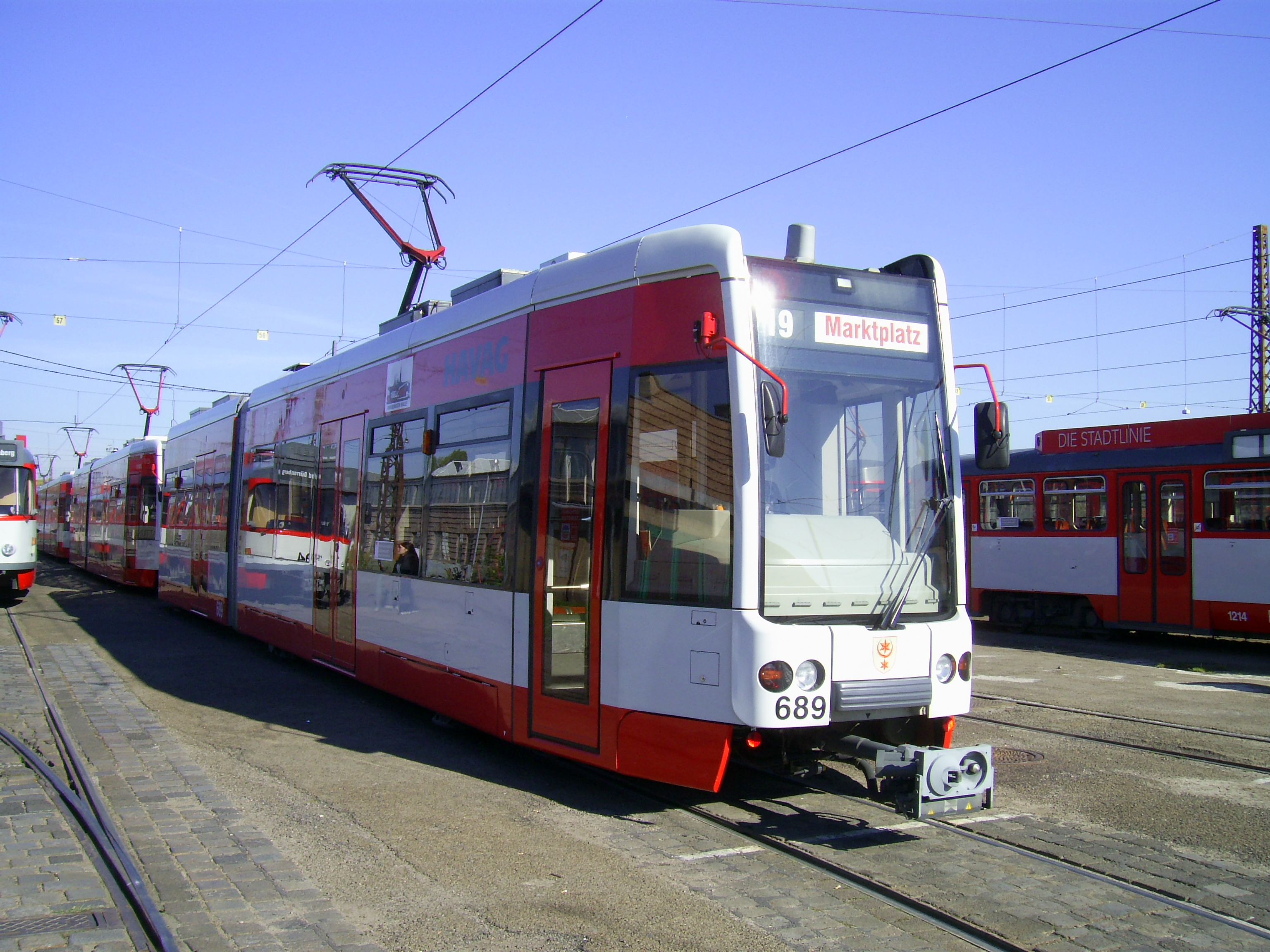
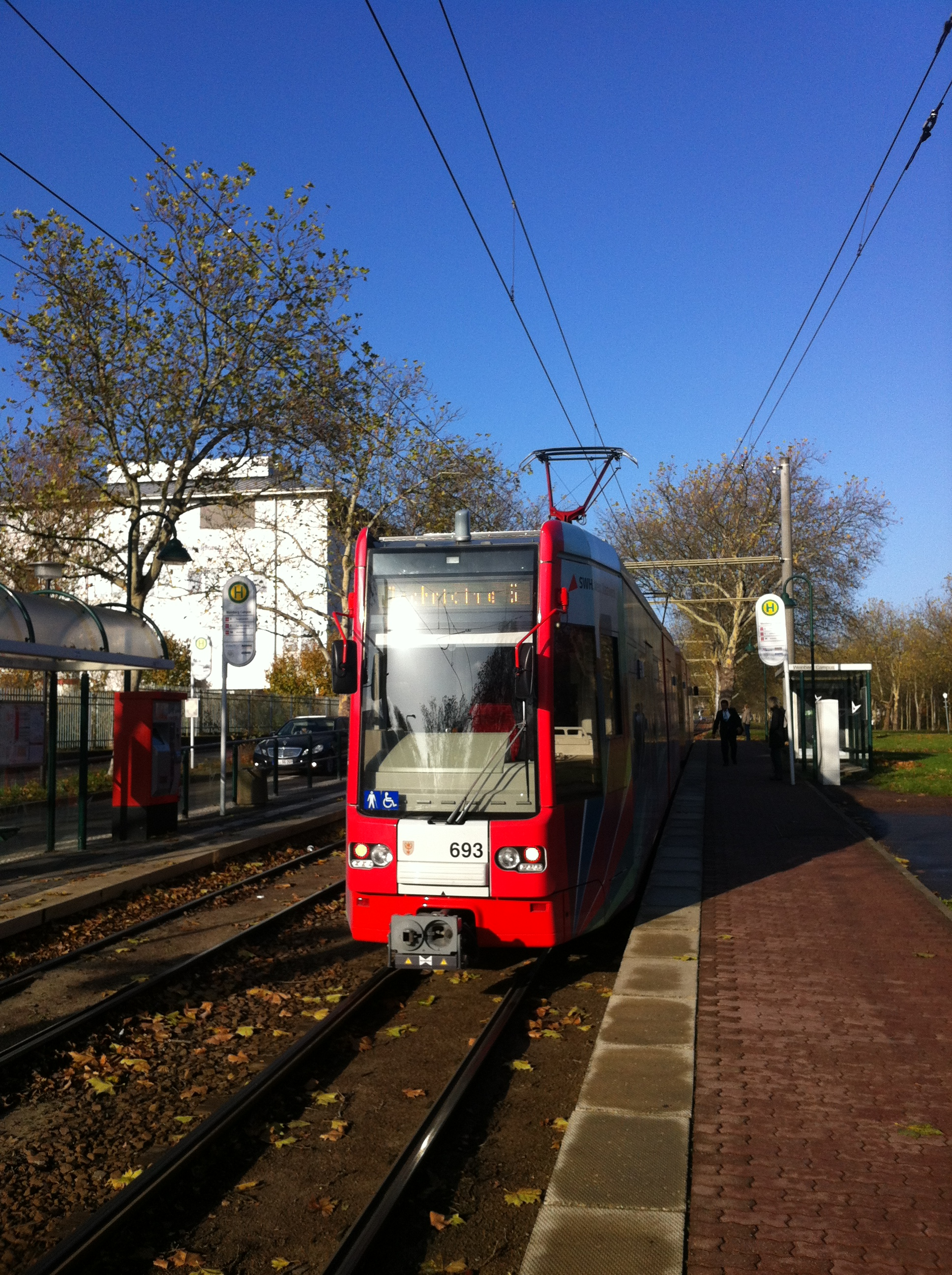